# خدمة التسمية الموحدة
في مجال الحوسبة، وخدمة التسمية الموحدة (FNS) أو اكس اف ان (إكس / فتح التسمية الموحدة) هو نظام لتوحيد الخدمات ذات التسميات المختلفة بموجب واجهة واحدة لعمليات التسمية الأساسية. وهي من إنتاج شركة إكس / المفتوحة والمدرجة في مختلف نظم تشغيل يونكس مثل إصدارات بيئة التشغيل سولاريس 2،5 حتى 9.
الغرض من اكس اف ان (فتح التسمية الموحدة)  و FNS (خدمة التسمية الموحدة) هو السماح باستخدام تطبيقات خدمات التسمية غير المتجانسة على نطاق واسع (مثل NIS  (خدمة شبكة المعلومات) ونظام أسماء النطاقات (نظام أسماء المجالات) وهلم جرا) عن طريق واجهة واحدة، لتفادي الازدواجية في جهود البرمجة.
وخلافا للإل‌داب (إل داب) المماثلة، لم تكن اكس اف ان ولا FNS شعبية أبدا ولم تستخدم بشكل واسع. وقد أدرج FNS أخيرا في سولاريس 9 ولم تدرج مع سولاريس 10.

## وصلات خارجية ومراجع
- نظرة عامة على FNS (برمجيات سولاريس 9 صفحات الدليل)
- نظرة عامة على واجهة اكس اف ان(سولاريس 9 صفحات الدليل)
- إكس / فتح التسمية الموحدة—مواصفات لواجهات موحدة التسمية بين الأنظمة متعددة التسمسة (اليزابيث أ مارتن، وهيوليت- باكارد جورنال ,ديسمبر 1995)
- دليل الخدمات موحدة التسمية لبرمجيات سولاريس 2.5 (شركة صن مايكروسيستمز)